# Jyā, koti-jyā y utkrama-jyā
Jyā, koti-jyā y utkrama-jyā son tres funciones trigonométricas introducidas por matemáticos y astrónomos indios. El primer tratado indio conocido que contiene referencias a estas funciones es el Surya Siddhanta. Son funciones de arcos de círculos y no funciones de ángulos propiamente dichas. Jyā y kotijyā están estrechamente relacionados con las funciones trigonométricas modernas del seno y el coseno. De hecho, los orígenes de los términos modernos de "seno" y "coseno" se remontan a las palabras sánscritas jyā y kotijyā. 

## Definiciones

Diagrama moderno para jyā y kojyā

Supóngase que el 'AB' denota un arco, cuyos dos extremos son los puntos A y B de una circunferencia con centro en O. Si se traza un segmento BM desde B perpendicular a OA, entonces: 
- jyā del arco AB = BM
- koti-jyā del arco AB = OM
- utkrama-jyā del arco AB = MA

Si el radio del círculo es R y la longitud del arco AB es s, el ángulo subtendido por el arco AB desde O medido en radianes es θ = s/R. Las tres funciones indias están relacionadas con las funciones trigonométricas modernas de la siguiente manera: 
- jyā (arco AB) = R sen (s/R)
- koti-jyā (arco AB) = R cos (s/R)
- utkrama-jyā (arco AB) = R (1 - cos (s/R )) = R verseno (s/R)

## Terminología

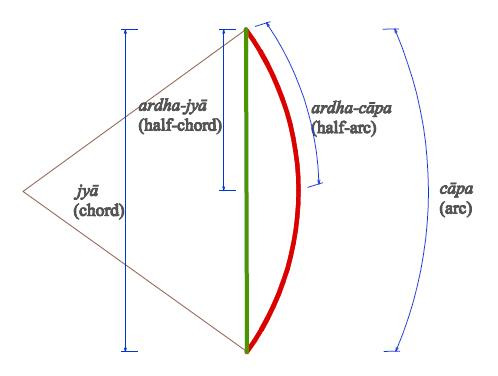
Significado literal de jyā

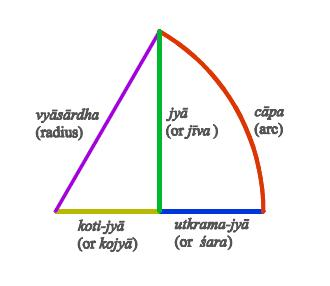
Significado técnico de jyā y kojyā

Un arco de círculo es como el arco de una edificación, y se denomina dhanu o cāpa, que en sánscrito significa "arco". La línea recta que une los dos extremos de un arco de círculo es como la cuerda de un arco (el arma utilizada para lanzar flechas), y esta línea es una cuerda de la circunferencia. Esta cuerda se llama un Jya que, en sánscrito significa "una cuerda de arco", presumiblemente traducido del término χορδή utilizado por Hiparco con el mismo significado. La palabra jīvá también se usa como sinónimo de jyā en la literatura geométrica. En algún momento, los astrónomos y matemáticos indios se dieron cuenta de que los cálculos serían menos complicados usando las mitades de las cuerdas en lugar de las cuerdas completas, y asociaron las semicuerdas a las mitades de los arcos. Las medias cuerdas se llamaban ardha-jyā s o jyā-ardha s. Estos términos fueron acortados nuevamente a jyā, al omitir el calificador ardha que significa "la mitad de". 
La palabra sánscrita koṭi tiene el significado de "punto, cúspide" y específicamente de "extremo curvo de un arco". En trigonometría, llegó a denotar "el complemento de un arco a 90°". Así, koṭi-jyā es "la jyā del arco complementario". En los tratados indios, especialmente en los comentarios, koṭi-jyā a menudo se abrevia como kojyā. El término koṭi también denota "el lado de un triángulo rectángulo". Así, koṭi-jyā también podría significar el lado de un triángulo rectángulo, uno de cuyos lados es el jyā.
Utkrama significa "invertido", por lo tanto, utkrama-jyā significa "cuerda invertida". Los valores tabulares de utkrama-jyā se derivan de los valores tabulares de jyā restando los elementos del radio en el orden inverso. Esto es realmente la flecha entre el arco y la cuerda del arco y, por lo tanto, también se le ha llamado bāṇa, iṣu o śara, que significa "flecha".
Un arco de un círculo que subtiende un ángulo de 90° en el centro se llama vritta-pāda (un cuadrante de un círculo). Cada signo zodiacal define un arco de 30° y tres signos zodiacales consecutivos definen un vritta-pāda. El jyā de un vritta-pāda es el radio del círculo. Los astrónomos indios acuñaron el término tri-jyā para denotar el radio del círculo base, el término tri-jyā es indicativo de "el jyā de tres signos". El radio también se llama vyāsārdha, viṣkambhārdha, vistarārdha, etc., todos significando "semi-diámetro".
Según una convención, las funciones jyā y koti-jyā se denotan respectivamente como "Rsin" y "Rcos" tratadas como palabras sueltas. Otros denotan jyā y koti-jyā respectivamente por "Sin" y "Cos" (las primeras letras son mayúsculas en contraposición a las primeras letras pequeñas en funciones seno y coseno ordinarias).

## De jyā a seno
Los orígenes del término moderno seno se remontan a la palabra sánscrita jyā, o más específicamente a su sinónimo jīva. Este término fue adoptado en las matemáticas islámicas medievales, transcrito al árabe como jība ( جيب ). Dado que el árabe se escribe sin vocales cortas, y como préstamo, la vocal larga se denota aquí con yā this. Esto se interpretó como el jayb homográfico, que significa "seno". El traductor latino del siglo XII del texto usaba el equivalente latino para "seno", sinus. Cuando jyā se convirtió en seno, por analogía kojyā se convirtió en co-seno.